# District de Serdar
Le district de Serdar (anciennement district de Gyzylarbat) est un district du Turkménistan situé dans la province de Balkan. 
Le centre administratif du district est la ville de Serdar.
Serdar était l'ancien quartier iranien de Farava (Paraw).